# エクスパンション
エクスパンション（expansion）とは、主に昇降格制度のないスポーツリーグが、計画的に制限または制御しながら、参加チーム数を増やすことを指す。英語では「拡張」を意味する一般用語で、コンピュータ科学や物理学など様々な場面で使われるが、日本語ではほとんどの場合、スポーツ用語として使われる。
日本では、bjリーグ（現・Bリーグ）やBCリーグがチーム数を増やすことに関連して使用するが、アメリカやカナダのスポーツとその歴史を述べる際に使われることも多い。

## メジャーリーグベースボール
- 1961年メジャーリーグベースボール・エクスパンション（英語版）
- 1962年メジャーリーグベースボール・エクスパンション
- 1969年メジャーリーグベースボール・エクスパンション（英語版）
- 1977年メジャーリーグベースボール・エクスパンション（英語版）
- 1993年メジャーリーグベースボール・エクスパンション（英語版）
- 1998年メジャーリーグベースボール・エクスパンション（英語版）